# Opération Ostra Brama
Seconde Guerre mondiale
L'Opération Ostra Brama (littéralement : Opération Porte de l'Aurore) se déroule du 7 juillet au 14 juillet 1944, dans le cadre du Plan Tempête, entre l'Armia Krajowa, armée de résistance polonaise, et les occupants allemands de Vilnius (polonais: Wilno). Le lendemain de la défaite allemande, l'Armée rouge entre dans la ville et le NKVD procède à l'arrestation des soldats polonais et l'internement de leurs chefs. Quelques jours plus tard, les restes de l'armée polonaise se retirent dans les forêts alentour, tandis que les Soviétiques contrôlent la ville.

## Préparation
Le 12 juin 1944, le général Tadeusz Bór-Komorowski, commandant en chef de l'Armia Krajowa, ordonne la préparation d'un plan pour libérer Wilno des mains allemandes. Les bataillons de Wilno et de Navahrudak espèrent prendre le contrôle de la ville avant que les Soviétiques ne l'atteignent.
Le commandant des partisans de Wilno, le lieutenant-colonel Aleksander Krzyżanowski (en) (nom de code Wilk), décide de regrouper toutes les unités dans la partie nord-est de la Pologne et de lancer simultanément l'assaut de l'intérieur et de l'extérieur de la ville.
Les forces polonaises se répartissent en cinq groupes. Antoni Olechnowicz (en), alias Pohorecki, commande le groupe Est. Le major Węgielny commande le groupe Nord. Le groupe Sud-Est est commandé le major Jarema. Le groupe Sud et commandé par le major Stanisław Sędziak alias Warta. Le groupe Ouest est commandé par Zygmunt Szendzielarz (en) alias Łupaszka. Les unités à l'intérieur de la ville sont sous le commandement du lieutenant-colonel "Ludwik". Selon le plan, l'attaque principale doit être lancée depuis l'est et le sud-est.

## Les combats
Face à l'avancée de l'armée soviétique vers la ville, Aleksander Krzyżanowski décide de lancer l'opération le 7 juillet à deux heures du matin, soit un jour avant le plan initial. Ce changement entraine de la confusion. Un des trois bataillons n'est pas en place quand la bataille commence.
En dépit de cette mobilisation incomplète, environ 4 000 partisans polonais, soutenus par deux canons antichars et quelques mortiers attaquent les lignes allemandes. Les résistants font face à des unités lourdement blindées et plusieurs fois plus fortes. Les forces allemandes sont bien protégées et ont à disposition des stocks importants, des armes antichars, de l'artillerie et une forte couverture aérienne fournie à partir de l'aérodrome voisin de Porubanek.
Les premières unités de l'Armée rouge (le 3e Corps mécanisé, environ 100 000 hommes bénéficiant de l'aide de quelques centaines de chars et de soutien aérien) apparaissent sur le champ de bataille au milieu de la journée du 8 juillet et s'engagent aussitôt dans un assaut frontal. De son côté, la garnison allemande reçoit le 10 juillet le renfort de quelques centaines de parachutistes. Des combats intenses s'engagent dans les rues entre les soldats allemands d'un côté et les soldats de l'Armée rouge et de l'Armia Krajowa de l'autre côté.
Les Allemands se défendent maison par maison jusqu'à ce que leurs positions ne leur permettent plus de tenir la ville. Dans la nuit du 12 au 13 juillet, profitant de l'obscurité, 3 000 soldats sous les ordres du Generalleutnant Rainer Stahel réussissent à prendre la fuite. Ils rencontrent cependant, les combattants du major Węgielny, qui leur infligent une cuisante défaite. Stahel réussit à s'échapper et atteint Varsovie quelques jours plus tard. Le 13 juillet au matin, Wilno est entre les mains des soldats polonais et soviétiques.

## Épilogue
La bataille terminée, les Soviétiques exigent que les Polonais quittent Wilno immédiatement. Le commandant polonais, le colonel Krzyżanowski (en) ordonne à ses unités de se rendre dans la forêt de Rudnicka, tandis que lui-même se rend au quartier général du général soviétique Ivan Tcherniakhovski qui lui promet de l'aide et de l'équipement pour ses hommes.
Le 16 juillet, Krzyżanowski, en compagnie du major Teodor Cetys et des représentants du gouvernement polonais à Londres, sont arrêtés alors qu'ils se rendent au quartier général de Tcherniakhovski.

## Sources
- (en) Cet article est partiellement ou en totalité issu de l’article de Wikipédia en anglais intitulé « Operation Ostra Brama » (voir la liste des auteurs).